# Млава (град)
Млава (пољ. Mława) град је у Пољској у Војводству мазовском. По подацима из 2021r. године број становника у месту је био 31 047.

## Становништво
| 2012.  | 2021.  |
| ------ | ------ |
| 30.969 | 31.047 |

## Партнерски градови
- Saverne
- Москуфо